# 1830-ті

## Події
- 1830–31 — Польське повстання.
- 1830–31 — Бельгійська революція, проти панування Нідерландів; Лондонський договір 1839 встановив незалежність Бельгії і Люксембурга.
- з'явилися сталеві пера для ручок.
- 1838 — закладення Ботанічного саду міста Сухум.